# 冉崇俊
冉崇俊（?—?），四川人，清朝政治人物。
光绪4年（1878年），擔任清朝遵义府婺川縣知縣。后由羅慶春接任。